# Calle de San Frutos
La calle de San Frutos es una vía pública de la ciudad española de Segovia.

## Descripción
La vía discurre desde la Plaza Mayor hasta la calle de Barrionuevo, donde conecta con la de Santa Ana. Se conoció en otros tiempos como «calle del Toril», pero con el título actual honra a Frutos de Segovia, eremita y santo patrón de la ciudad. Aparece descrita en Las calles de Segovia (1918) de Mariano Sáez y Romero con las siguientes palabras:

San Frutos.—Se dirige esta vía desde la Plaza Mayor a la calle de Barrionuevo. Está dedicada al glorioso Patrón de Segovia. Fueron hermanos San Frutos, San Valentín y Santa Engracia, hijos de Lucio Decio Fructo, de principal familia toledana. Nació Frutos, como sus hermanos, en Segovia, el año 642, y ya de edad madura, renunció a los peligros y tentaciones del mundo, repartió sus riquezas entre los pobres y se retiró a un abrupto desierto en tierra de Sepúlveda, a la orilla derecha del Duratón, media legua más abajo del monasterio que entonces existía de Benitos de Nuestra Señora de la Hoz. Frutos y sus hermanos edificaron cada uno una ermita para vivir aisladamente y en santa contemplación. [...] Esta calle de San Frutos se llamó antes del Toril, por ser por donde entraban en la Plaza los toros que desde el Matadero se llevaban enmaronados a las capeas que se celebraban hace muchos años en la Plaza Mayor, en solemnidades y regocijos públicos. Se llama el sitio de esta calle, antes de entrar en la angostura de los ábsides de la Catedral y hermosa construcción de los ábsides y contrafuertes que no se admira debidamente, las bolas, por los remates de las balaustradas que cierran esta parte del templo. Era típico este sitio o ensanchamiento de la calle, en tiempos que ya sólo recuerdan los viejos segovianos, por la fábrica y puesto de buñuelos del popular «Cabecita», espacioso tenderete de calderas, hornillo, mesas y pronunciado olor a aceite frito que atraía a la buñolada, tropel animado de compradores, de muchachos y curiosos.
(Sáez y Romero, 1918, pp. 159-161)